# Anatolij Nazarenko
Anatolij Ivanovič Nazarenko (rusky Анатолий Иванович Назаренко; * 19. prosince 1948 Alma-Ata, KSSR) je bývalý sovětský zápasník, reprezentant v zápase řecko-římském. Je stříbrný olympijský medailista, třikrát vybojoval titul mistra světa a dvakrát evropské zlato. Šestkrát vybojoval národní titul. Po ukončení aktivní sportovní kariéry pracoval jako trenér v Kazachstánu.